# Abhurit
Abhurit je velice vzácný minerál ze skupiny halogenidů (resp. oxohalogenidů). Byl poprvé objeven v roce 1983 ve sto let starém vraku v zátoce Šarm Abhur asi 30 kilometrů severně od Džiddy na pobřeží Rudého moře v Saúdské Arábii. Odtud také získal svůj název a stal se jediným minerálem, který byl kdy v Saúdské Arábii objeven.

## Vznik
Abhurit vzniká jako sekundární minerál v důsledku koroze cínu vlivem mořské vody, jeho výskyt je tedy vázán na potopené lodní vraky, které vezly materiál obsahující cín. Vlivem vysoce salinních podmínek cín reagoval se slanou vodou za vzniku abhuritu.

## Vlastnosti
- Fyzikální vlastnosti: Tvrdost 2, křehký, hustota 4,417 g/cm³ (u syntetického 4,42 g/cm³), štěpnost žádná, lom nerovný.
- Optické vlastnosti: Barva je nahnědlá. Lesk skelný, průhlednost: průhledný, vryp bílý.
- Chemické vlastnosti: Složení: Sn 74,65 %, Cl 14,86 %, H 0,42 %, O 10,06 %, velmi dobře rozpustný v kyselině dusičné a slabě rozpustný v kyselině chlorovodíkové.

## Parageneze
Cín, Romarchit, Hydroromarchit, Kutnohorit a Aragonit

## Výskyt
Velmi vzácný minerál, lze jej nalézt na méně než 10 lokalitách
- Sharm Abhur, Saúdská Arábie
- Port Royal (Jamajka)
- Flekkefjord, Norsko (vrak Hydra)